# Distrikt Santo Tomás (Cutervo)
Der Distrikt Santo Tomás liegt in der Provinz Cutervo in der Region Cajamarca im Norden Perus. Der Distrikt wurde am 17. August 1920 gegründet. Er besitzt eine Fläche von 227 km². Beim Zensus 2017 wurden 7687 Einwohner gezählt. Im Jahr 1993 lag die Einwohnerzahl bei 9570, im Jahr 2007 bei 8310. Sitz der Distriktverwaltung ist die 2150 m hoch gelegene Ortschaft Santo Tomás mit 1832 Einwohnern (Stand 2017). Santo Tomás befindet sich knapp 30 km nordöstlich der Provinzhauptstadt Cutervo.

## Geographische Lage
Der Distrikt Santo Tomás befindet sich an der Ostflanke der peruanischen Westkordillere nordostzentral in der Provinz Cutervo. Er liegt am Westufer des nach Norden strömenden Río Marañón. Dessen linker Nebenfluss Río Malleta begrenzt den Distrikt im Osten. Im Südwesten des Distrikts erhebt sich der Cerro Tambillos. Dieser befindet sich innerhalb des Nationalparks Cutervo.
Der Distrikt Santo Tomás grenzt im Süden und im Südwesten an den Distrikt San Andrés de Cutervo, im Westen an den Distrikt Pimpingos, im Nordwesten an den Distrikt Toribio Casanova, im Nordosten an die Distrikte Cumba und Yamón (beide in der Provinz Utcubamba) sowie im Osten an die Distrikte Cujillo und San Juan de Cutervo.

## Ortschaften
Neben dem Hauptort gibt es folgende größere Ortschaften im Distrikt:
- El Arenal
- Miraflores de Pusgan
- Tambillo
- Viza